# Reid Fragel
(en) Statistiques sur pro-football-reference
Reid Fragel (né à Grosse Pointe Farms, Michigan) est un joueur américain de football américain. Il joue actuellement avec les Bengals de Cincinnati au poste offensive tackle.

## Biographie
Fragel étudie à la Grosse Pointe South High School de sa ville natale. Il joue au football américain, basket-ball et en athlétisme. Lors de sa dernière année, il est nommé meilleur joueur de l'équipe par l’entraîneur Tim Brandon après avoir reçu quarante-trois passes pour 474 yards et trois touchdowns. Jouant aussi en défense, il fait 150 tacles et quinze sacks.

### Carrière universitaire
En 2009, il entre à l'université d'État de l'Ohio et joue au poste de tight end lors des douze matchs de la saison ainsi que le Rose Bowl. En 2010, il se partage le poste de titulaire avec Jake Stoneburner et reçoit neuf passes pour 121 yards ainsi que son premier touchdown en universitaire contre l'Iowa sur une passe de cinq yards de Terrelle Pryor. Lors des deux premiers matchs de la saison 2011, il reçoit deux passes.

### Carrière professionnelle
Il est sélectionné lors de la Draft 2013 à la 240e position (7e tour) par les Bengals de Cincinnati, en tant qu'offensive tackle.